# Harry Van Bergen
Henry Anthony „Harry“ Van Bergen (* 15. April 1871 in Paris, Frankreich; † 1963 in London, Vereinigtes Königreich) war ein US-amerikanischer Segler.

## Erfolge
Harry Van Bergen, der für den Cercle de la Voile de Paris und den Yacht Club de France segelte, nahm an den Olympischen Spielen 1900 in Paris teil. Bei diesen ging er mit seiner Yacht Formosa in der Bootsklasse über 20 Tonnen an den Start der Regatta, die aus vier Booten bestand und vor Le Havre in nur einer Wettfahrt über 40 nautische Meilen gesegelt wurde. Die Formosa kam als drittes Boot ins Ziel und behielt diese Position auch nach Anpassung der Zeiten bei, die aufgrund der unterschiedlichen Gewichte der teilnehmenden Boote vorgenommen wurde.
Van Bergens Familie stammte von niederländischen Auswanderern ab, die sich im späteren New York niedergelassen hatten. Sie war aufgrund von Handelsgeschäften vermögend und Van Bergens Vater siedelte schließlich nach Paris über, wo die Familie an der Champs-Élysées wohnte. Harry Van Bergen war an der Gründung des Hôpital américain de Paris beteiligt, ehe er nach Shropshire in England zog. 1915 erhielt er die britische Staatsbürgerschaft und diente 1924 als High Sheriff von Shropshire.